# Sigurd Højby
Sigurd Rasmussen Højby (født 3. august 1902 i Vester Vedsted, død 2. januar 1997) var en dansk skolemand, modstandsmand og socialdemokratisk lokalpolitiker og viceborgmester i Maribo. Han var blandt andet rektor for Maribo Gymnasium og Sorø Akademi, formand for Gymnasieskolernes Lærerforening og den første direktør for Direktoratet for Gymnasieskolerne og HF. Med sine ønsker om en mindre opdelt folkeskole og et uddannelsessystem, hvor ikke kun unge fra velstillede hjem skulle kunne nå frem til samfundets højeste stillinger, spillede han en indflydelsesrig rolle i 1950'ernes pædagogiske debat. 

## Biografi

### Barndom
Sigurd Højby blev født i Vester Vedsted, hvor hans far Jens Rasmussen Højby var først lærer og siden forstander på efterskolen. Hans far var nært knyttet til Askov Højskole og det grundtvigske miljø, og Sigurd blev undervist hjemme, indtil forældrene i 1918 flyttede til Odense, hvis højskolehjem de købte. Her kom Sigurd for første gang til at gå i skole. Han tog præliminæreksamen i 1920 og blev student fra Odense Katedralskole i 1923. I sin tid i Odense var han en ivrig fodboldspiller i B1909.

### Studier og underviser
Højby var 1923-1924 elev på Askov Højskole og blev derefter i 1930 cand.mag. i dansk og historie ved Københavns Universitet. Samme år blev han ansat ved Horsens Statsskole, og 1931-1934 arbejdede han desuden som undervisningsassistent ved Aarhus Universitet. I 1942 flyttede han til Lolland, idet han blev rektor for Maribo Gymnasium, der var grundlagt fem år tidligere. Han var rektor for gymnasiet indtil 1954. 1942-1950 var han desuden formand for det lokale ungdomsskolenævn, og 1951-1954 var han stadsskoleinspektør i Maribo. I 1954 forlod han byen for at blive rektor for Sorø Akademi, en post, som han bestred i fire år indtil 1958.

### Foreningsarbejde, politik og modstandsbevægelse
Højby indmeldte sig i sin studietid i Socialdemokratiet og var aktiv i partiet i sin tid i Horsens, hvor han bl.a. arrangerede studiekredse og holdt foredrag imod nazismen og fascismen. Han var desuden aktiv i Foreningen Norden, var med i modstandsbevægelsen på Lolland og 1949-1954 formand for Hjemmeværnets distriktsudvalg for Lolland. I 1950-1054 var han som indvalgt i Maribos byråd viceborgmester. I 1945 skrev han tre kronikker i Social-Demokraten med ønsket om en ny uddannelsespolitik og uddybede senere sine tanker i andre sammenhænge. Han mente, at samfundet ikke udnyttede befolkningens evner rationelt, idet adgangen til samfundets ledende stillinger i realiteten var forbeholdt unge fra velstillede hjem. Det var derfor afgørende at få nedbrudt skellene i uddannelsessystemet og få skabt en mere fælles og udelt folkeskole. Opmærksomheden om disse tanker førte ham ind i flere vigtige fora og gav ham en fremtrædende plads i 1950'ernes pædagogiske og uddannelsespolitiske drøftelser. Blandt andet var han 1945-1952 formand for Gymnasieskolernes Lærerforening og medlem af det såkaldte Askovudvalg, der med Jørgen Jørgensen som formand  arbejdede med spørgsmålene ud fra et grundtvigsk synspunkt.

### Landsdækkende skolearbejde
I 1958 blev Højby undervisningsinspektør for gymnasieskolerne og flyttede derfor til København. I 1963 blev han den første direktør for direktoratet for gymnasieskolerne og fik i 1967 desuden ansvaret for det nyoprettede hf (højere forberedelseseksamen). Han var dermed øverste embedsmand for dette område i en periode, hvor søgningen fra de unge generationer til gymnasier og hf-kurser steg eksplosivt. Efter sin afgang som direktør i 1971 blev han formand for det såkaldte Højby-udvalg, der i 1973 afgav en betænkning, som anbefalede en ændring af ungdomsuddannelserne i form af færre skel og en bedre balance mellem de teoretiske og praktiske uddannelser.

## Forfatterskab
I 1976 udgav Højby sine erindringer med titlen Som jeg oplevede det.